# Kamienica przy ulicy Kremerowskiej 6 w Krakowie
Kamienica przy ulicy Kremerowskiej 6 – zabytkowa kamienica znajdująca się w Krakowie, w dzielnicy I przy ul. Kremerowskiej, na Piasku.
Kamienica została wzniesiona w 1910 roku według projektu architekta Aleksandra Biborskiego.
W XX wieku kamienica była zamieszkiwana przez Ignacego Daszyńskiego, co upamiętniona tablica wmurowana w elewację budynku.

Kamienica została wpisana do gminnej ewidencji zabytków. Znajduje się na obszarze Piasku, którego układ urbanistyczny został wpisany 15 października 2015 do rejestru zabytków.

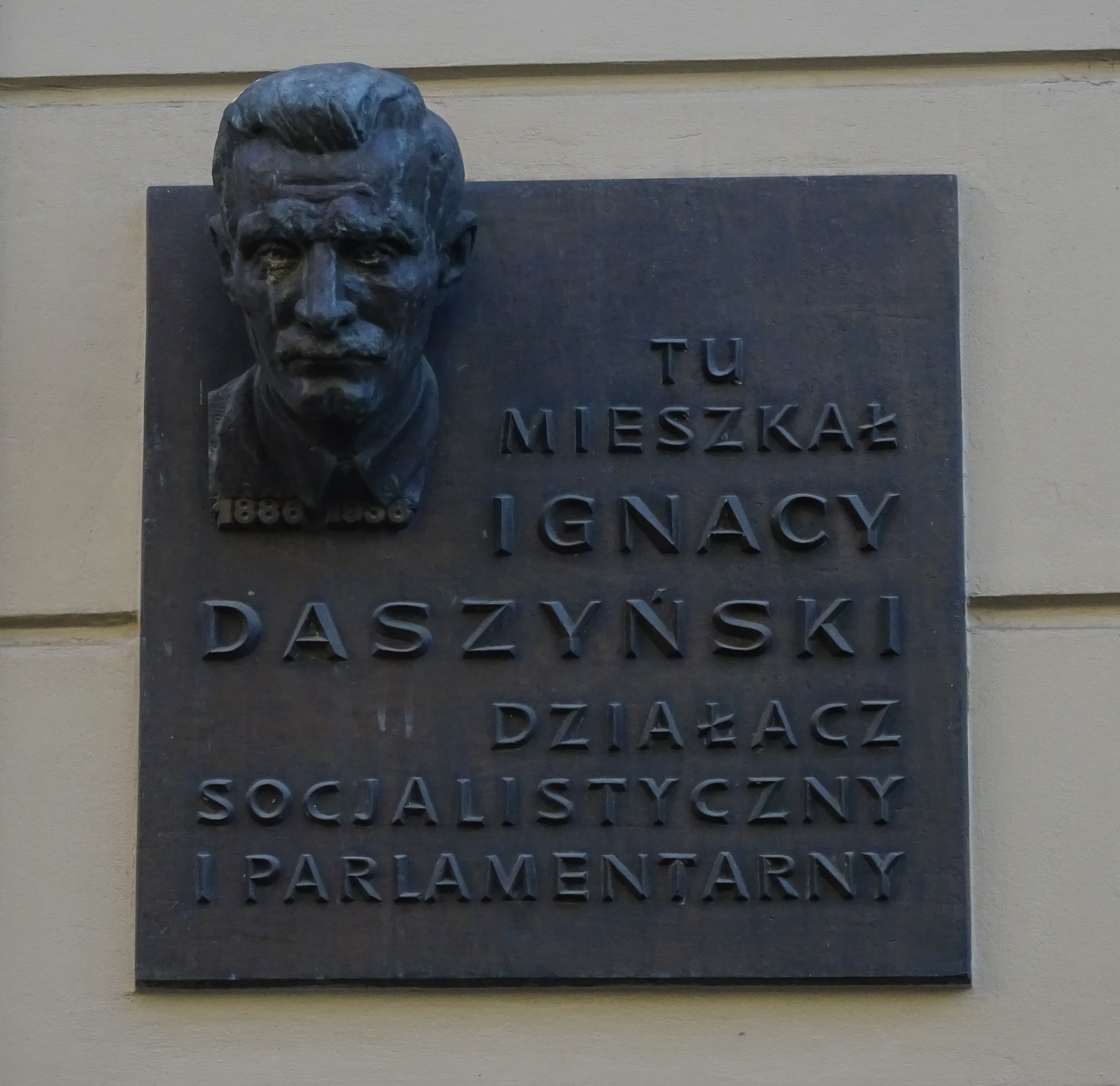
Tablica pamiątkowa